# Anno 2070
Anno 2070 è un videogioco di simulazione strategica in tempo reale, pubblicato il 17 novembre 2011, sviluppato dalla Related Designs ed Ubisoft Blue Byte, e pubblicato dalla Ubisoft. Nel 2012 è stata pubblicata un'espansione intitolata Anno 2070: Deep Blue Sea.

## Trama
Il gioco si svolge nell'anno 2070. Il riscaldamento globale ha sciolto del tutto la calotta artica, che ha innalzato il livello del mare, e le vette delle montagne sono rimaste le uniche terre emerse. Nel gioco esistono tre fazioni: La Eden Initiative (a cui si fa riferimento come ad "Ecos"), Global Trust ("Tycoons") e S.A.A.T. ("Techs"). Gli Ecos sono gli ambientalisti che costruiscono città eco-sostenibili. I Tycoons sono coloro che si affidano maggiormente alle industrie e si espandono molto rapidamente ma hanno problemi di inquinamento. I Tech sono una fazione di supporto per le altre due, e sono utili nella ricerca e nello sviluppo di tecnologie sempre più potenti.

## Modalità di gioco
La mappa di gioco si presenta come una serie di isole più o meno grandi, inquinate o meno, ricche o povere di materie prime. Ogni isola ha una fertilità in base alla quale ci si può coltivare sopra per poi dare da mangiare agli abitanti. Si incomincia con un semplice magazzino ( il primo passo per colonizzare un'isola ) per poi arrivare a enormi metropoli. Quando si arriva ad un certo livello di evoluzione delle case degli abitanti ( si evolvono se tutti i loro bisogni vengono soddisfatti ) subentrano i Tech, che aprono la costruzione al mondo sottomarino. È molto più vantaggioso il mondo sottomarino per l'infinità delle sue risorse ma svantaggioso per i piccoli spazi che vengono riservati alla costruzione. Il risultato di tutto ciò è la creazione di un impero prolifico (anche in senso di denaro) e potente. Si potrà inoltre decidere se adottare una politica pacifista o guerrigliera. La prima è vantaggiosa in quanto si possono stipulare accordi molto vantaggiosi con gli altri giocatori, la seconda ha importanza solo in fatto di denaro, in quanto conquistando isole più sviluppate se ne può beneficiare senza pagarne il prezzo.
Ogni giocatore all'interno della storia o della modalità multi player dovrà selezionare con quale fazione allearsi. Infatti se nella modalità Campagna il giocatore dovrà fare delle scelte nella modalità multiplayer il giocatore dovrà solo decidere se sviluppare tecnologie Tycoon, Tech o Eden. Ogni fazione avrà dei vantaggi e degli svantaggi, infatti mentre i Tycoon avranno un forte apparato industriale avranno anche un inquinamento maggiore mentre gli Eden avranno una ecosostenibilità maggiore ma una carenza di apparati industriali. I Tech sono una fazione a parte che è piuttosto equilibrata ma che non è giocabile in maniera indipendente da una delle altre due fazioni.
Si può anche giocare in modalità multigiocatore. Una volta preso parte ad una partita di questo tipo il proprio impero farà parte della Terra virtuale immaginata nel gioco. Infatti, una serie di missioni metteranno alla prova la propria capacità di combattimento, dividendo così il nostro futuro pianeta in tantissimi settori, in cui ognuno dei giocatori svilupperà la propria partita. Per esempio, si potrà far parte ad una fazione (blu o rossa) e lottare insieme ai propri alleati uno scontro all'ultimo sangue per conquistare sempre più territori e vincere. In ultimo si indica la peculiarità del gioco di affidare tutto alle mani dei giocatori, proprio come se fossero veramente loro a comandare tutto quanto il mondo. La presenza di interfacce virtuali è limitata alla modalità Offline, con personaggi predefiniti ognuno col proprio temperamento. Questi personaggi non cambieranno nella modalità Online ma dietro alle apparentemente uguali figure si celerà un giocatore, che si potrà addirittura mettere in contatto con chi vuole grazie ad una finestra per le chat che permette il coordinamento tra tutte le fazioni.